# Mirco Gennari
Mirco Gennari (ur. 29 marca 1966 w San Marino) – sanmaryński piłkarz występujący na pozycji obrońcy, reprezentant San Marino w latach 1992–2003.

## Kariera
W reprezentacji San Marino debiutował 10 marca 1993 w meczu przeciwko Turcji. W latach 1992–2003 rozegrał w drużynie narodowej 48 meczów. Występował we włoskich klubach z niższych kategorii rozgrywkowych oraz w rodzimych zespołach SS Cosmos, SS Juvenes, SC Faetano, AC Juvenes/Dogana, SS Virtus, SS Folgore/Falciano, SP La Fiorita i SS San Giovanni.